# チオバルビツール酸
チオバルビツール酸（英:Thiobarbituric acid）は、複素環を持った有機化合物である。バルビツール酸が持つ窒素に挟まれた炭素上に結合している酸素が、硫黄に置換されたチオカルボニル基に変わった構造をしている。

## 用途
チオバルビツール酸は、油脂の変敗の指標の1つとされている、変敗が進むと徐々に増加してくるマロンジアルデヒドなどを検出するための試薬として用いられる

。
また、シアル酸の定量にも用いることがある

。
なお、シアル酸の定量は、例えばノイラミニダーゼの活性を調べるためなどに利用される。